# Les Derniers Jours de Ptolemy Grey
Les Derniers Jours de Ptolemy Grey (The Last Days of Ptolemy Grey) est une mini-série américaine basée sur le roman du même titre de Walter Mosley, diffusée entre le 11 mars et le 8 avril 2022 sur Apple TV+,.

## Synopsis
À 91 ans, le solitaire Ptolemy Grey est au bord de la démence lorsqu'un traitement lui permet de recouvrer la mémoire. Il se sert de ces souvenirs retrouvés pour faire la lumière sur le décès tragique de son neveu.

## Distribution
Sauf indication contraire, les informations mentionnées dans cette section peuvent être confirmées par la base de données cinématographiques IMDb,  présente dans la section « Liens externes ».
- Samuel L. Jackson (VF : Thierry Desroses) : Ptolemy Grey
- Dominique Fishback (VF : Déborah Claude) : Robyn[3]
- Cynthia McWilliams (en) (VF : Vanessa Van-Geneugden) : Sensia
- Damon Gupton (VF : Olivier Cordina) : Coydog
- Marsha Stephanie Blake (en) (VF : Laurence Crouzet) : Niecie
- DeRon Horton : Hilly
- Percy Daggs (VF : Kaycie Chase) : Ptolemy jeune
- Walton Goggins (VF : Jean-François Cros) : Dr Rubin
- Omar Benson Miller (VF : Jean-Baptiste Anoumon) : Reggie Lloyd
- Enoch King (VF : Günther Germain) : Alfred
- Sheridan Walker (VF : iliana Sakji) : Latisha
Version française
  - Studio de doublage : Titrafilm[4]
  - Direction artistique : Virginie Ledieu
  - Adaptation : Stéphanie Zanella, Marilou Adam, Junie Terrier

## Production

### Développement
En décembre 2020, le projet d'adaptation du roman de Walter Mosley est rendu public,. Scénariste de la série, Mosley en sera également coproducteur, aux côtés de l'acteur Samuel L. Jackson (qui tiendra le rôle principal), David Levine et Eli Selden (Anonymous Content), Ramin Bahrani et Diane Houslin. Craig DeLeon est le compositeur de la série.

### Attribution des rôles
Dès décembre 2020, Samuel L. Jackson se prépare pour jouer le rôle principal du programme. Dominique Fishback est ajouté à la distribution en mars 2021, Walton Goggins, Marsha Stephanie Blake, Damon Gupton, Cynthia Kaye McWilliams et Omar Benson Miller ont été ajoutés à la distribution en avril suivant.

### Tournage
La production du programme a débuté en avril 2021, Samuel L. Jackson annonce que le tournage s'est achevé le 26 juin suivant sur Instagram.

### Promotion
Les premières images de la série sont dévoilées en janvier 2022, la bande-annonce sort le 4 février suivant, tandis qu'une avant-première a lieu le 8 mars 2022.

## Épisodes
La série débutera sa diffusion le 11 mars 2022 avec ses deux premiers épisodes, suivi d'un par semaine.
1. Reggie (Reggie)
2. Robyn (Robyn)
3. Sensia (Sensia)
4. Coydog (Coydog)
5. Nina (Nina)
6. Ptolemy (Ptolemy)